# Milt Dunnell
Milt Dunnell (ur. 24 grudnia 1905 w St. Marys, Ontario, zm. 3 stycznia 2008 w Toronto), kanadyjski dziennikarz sportowy, wieloletni publicysta "Toronto Star".
Pracę dziennikarską Dunnell rozpoczynał w gazecie lokalnej "St. Mary’s Journal-Argus". Przez 13 lat pracował w redakcji "Stratford Beacon-Herald", przez ostatnie pięć lat w dziale sportowym. Także z działem sportowym związał się po przejściu do "Toronto Star" w 1942. Od 1949 kierował redakcją sportową "Toronto Star" i aż do przejścia na emeryturę w 1970 prowadził własną codzienną rubrykę.
W czasie wieloletniej działalności dziennikarskiej pisał o wielu dyscyplinach sportowych. W latach 1952–1968 relacjonował wydarzenia kolejnych igrzysk olimpijskich, zimowych i letnich. Pisał o hokeju, w tym rozgrywkach Pucharu Stanleya, o Pucharze Greya w futbolu kanadyjskim i Super Bowl w futbolu amerykańskim, wyścigach konnych (m.in. Kentucky Derby). Wiele artykułów poświęcił baseballowi, zarówno w wydaniu amerykańskim (World Series), jak i lokalnym, także na długo przed przyznaniem zespołowi Toronto Blue Jays miejsca w prestiżowej Major League Baseball (1977). Pisał również o boksie, przyjaźniąc się z wieloma wybitnymi przedstawicielami tej dyscypliny, m.in. Muhammadem Alim.
Po odejściu na emeryturę nadal pozostawał aktywnym publicystą sportowym "Toronto Star"; w wieku 75 lat nieco ograniczył aktywność, pisał jednak trzy razy w tygodniu sportowe komentarze aż do 1994. W ciągu przeszło półwiecza pracy w dziennikarstwie sportowym zyskał uznanie zarówno sportowców, jak i kolegów po piórze oraz czytelników. Nazywany był "dziekanem kanadyjskich dziennikarz sportowych". Obserwując zmiany medialne dokonujące się w tym okresie, uważał, że jedyną szansą prasy sportowej w starciu z transmisją telewizyjną jest rzetelna, dogłębna relacja z wydarzeń. Unikał przy tym pisania w pierwszej osobie, pozostawiając czytelnikowi wiele miejsca do własnych przemyśleń i opinii.
Dunnell uchodził za osobę skromną, unikającą rozgłosu, niemniej jego zasługi dla kanadyjskiej publicystyki sportowej nie pozostały niezauważone. W 1991 jego nazwisko wpisano do Hall of Fame sportu kanadyjskiego oraz Hall of Fame kanadyjskich wyścigów konnych. Był również członkiem Hall of Fame futbolu kanadyjskiego. W 1988 został laureatem nagrody dla dziennikarzy piszących o baseballu, noszącej imię kanadyjskiej legendy tej dyscypliny Jacka Graneya. W 1991 otrzymał nagrodę miasta Toronto, a sam stał się z kolei patronem wyróżnienia dla studentów dziennikarstwa na Ryerson University w Toronto. W 1992 Dunnell został ponadto pierwszym honorowym obywatelem rodzinnego St. Marys.
Milt Dunnell, który unikał w życiu tytoniu i alkoholu, miał słabość do hazardu. Realizował ją na wyścigach konnych, ale także był zapalonym pokerzystą, m.in. zwycięzcą nieoficjalnych mistrzostw świata w pokerze rozegranych w cieniu zimowej olimpiady w Squaw Valley w 1960. Był aktywny niemal do końca życia, jeszcze w wieku ponad 100 lat odwiedzając kasyna; 10 czerwca 2006 wziął udział w uroczystości nadania jego imienia boisku do baseballa w Toronto. Zmarł w styczniu 2008 krótko po ukończeniu 102 lat.